# Distrikt San Isidro (Lima)

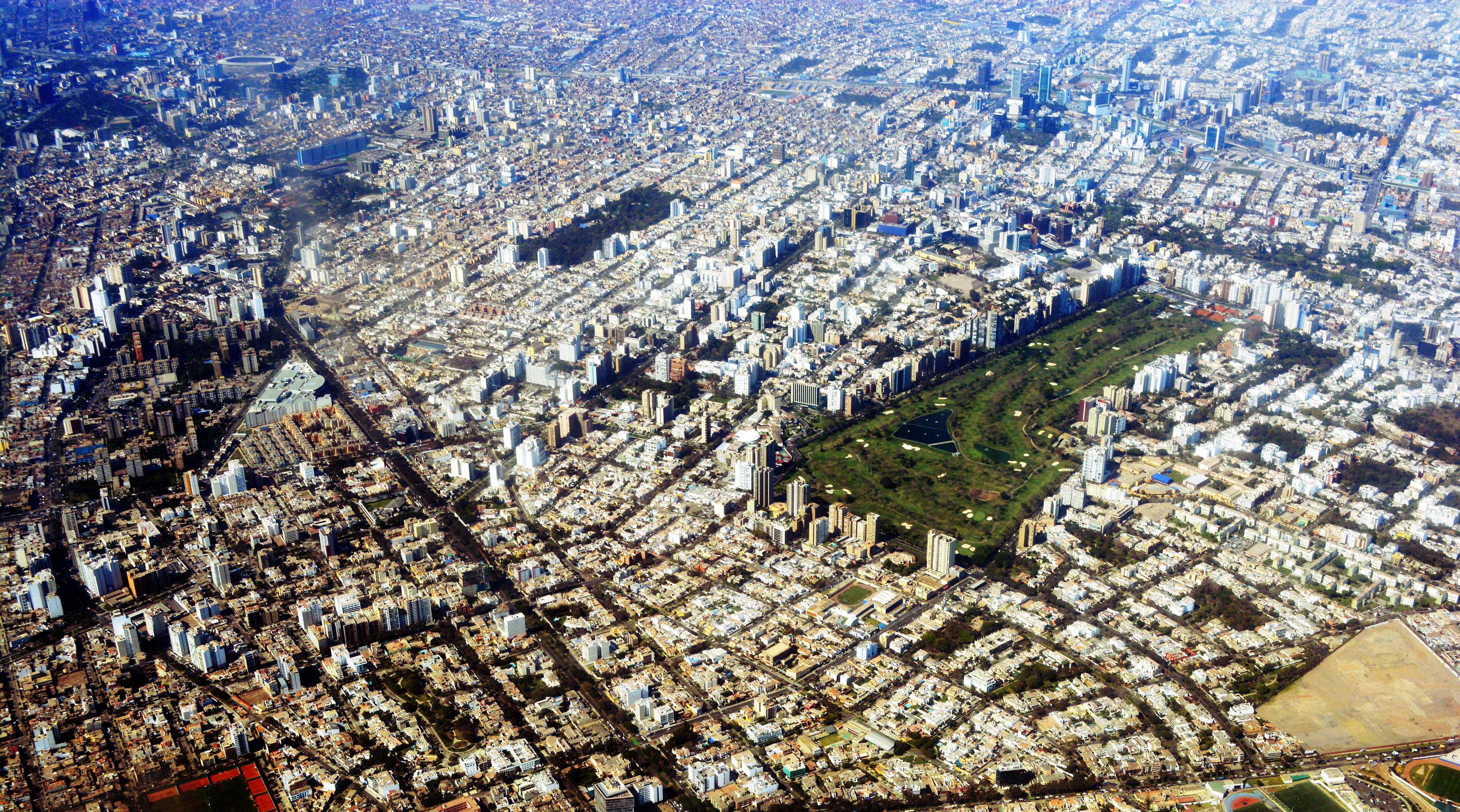
San Isidro mit dem Lima Golf Club (rechts im Bild)

Der Distrikt San Isidro ist einer der 43 Stadtbezirke der Region Lima Metropolitana in Peru. Er besitzt eine Fläche von 9,36 km². Beim Zensus 2024 wurden 70.000 Einwohner gezählt. Im Jahr 1993 lag die Einwohnerzahl bei 63.004, im Jahr 2007 bei 58.056. Der Distrikt wurde am 24. April 1931 gegründet.

## Geographische Lage
Der Distrikt San Isidro liegt 7 km südsüdwestlich vom Stadtzentrum von Lima. Ein etwa 900 m langer Küstenabschnitt gehört zum Distrikt. Der Distrikt grenzt im Westen an den Distrikt Magdalena del Mar, im Norden an die Distrikte Jesús María, Lince und La Victoria, im Osten an den Distrikt San Borja sowie im Süden an die Distrikte Surquillo und Miraflores.